# Shootout at Wadala
Shootout at Wadala è un film del 2013 diretto da Sanjay Gupta .
Si tratta del prequel del film Shootout at Lokhandwala ed è il secondo film della serie Shootout. Vagamente ispirato al libro Dongri to Dubai di Hussain Zaidi, il film racconta dello scontro tra la polizia di Mumbai con il gangster Manya Surve, che venne ucciso l'11 gennaio 1982.

## Colonna sonora
Musiche di Anu Malik.
1. Sunidhi Chauhan, Mika Singh – Aala Re Aala – 5:44
2. Mika Singh – Laila – 3:36
3. Sunidhi Chauhan – Babli Badmaash – 4:27
4. Sunidhi Chauhan & Anu Malik – Ek Din Ke Liye – 0:48
5. Mustafa Zahid – Yeh Junoon – 4:52
6. Adnan Sami, Meet Bros Anjjan e Shaan – Aye Manya – 4:56
7. Meet Bros Anjjan, Sudesh Bhosle, Anil Kapoor & John Abraham – Goli